# 岩手県立住田高等学校
岩手県立住田高等学校（いわてけんりつすみたこうとうがっこう）は、岩手県気仙郡住田町に所在する公立の高等学校。通称は住高（すみこう）。

## 設置学科
- 普通科

## 沿革
- 1948年（昭和23年）4月 - 岩手県立盛農業高等学校定時制世田米分校、同上有住分校として発足
- 1964年（昭和39年）4月 - 岩手県立高田高等学校住田分校として現在地に開校
- 1970年（昭和45年）4月 - 岩手県立住田高等学校が発足
- 2018年（平成30年）4月 - 教育コーディネーターを配置[2]

## 特色のある取組
学校設定科目「地域創造学」
住田町立の保育園、小学校、中学校に加え、県立住田高校の5校が文部科学省開発学校の指定を受け、「地域創造学」に取り組んでいる（指定期間：平成29年度から令和2年度まで）。
教育コーディネーター
住田町の「住田高校自学自習支援事業」の一環として教育委員会の嘱託職員「教育コーディネーター」が研修会館（通称「住高ハウス」）に常駐しており、自学自習及び社会参加活動等を支援している。

## 高校再編計画の経過
岩手県教育委員会は、志願者数の減少に伴って高田高等学校への統合を計画していたが、住民らの反対運動により学級減にとどまった。
令和2年度に公表された「新たな県立高等学校再編計画案（後期計画）」によれば、令和7年度まで住田高校は1学級維持となっており、当面の間、統廃合はない。ただし、志願者数が定員の3分の2を下回った年が2年続いた場合は、翌年度から募集停止・統合となる場合がある。
住田町は、同校を併設型の公立中高一貫校として存続を図りたいとの考えを示している。2020年度（令和2年度）からは住田町教育委員会などを事務局とする住田高校魅力化推進会議が設置されている。

## 出身有名人
- 佐々木七恵（ロサンゼルスオリンピック女子マラソン日本代表）
- 早瀬ひとみ（演歌歌手）

## アクセス
- JR大船渡線BRT竹駒駅乗り換え
  - 岩手県交通「竹駒駅前」バス停より「陸前高田住田線」で約35分、｢住田高校前｣終点下車すぐ。

- JR釜石線 上有住駅乗り換え
  - 住田町コミュニティバス「上有住駅」バス停より「川口上有住駅線」で約35分、｢向川口｣｢川口｣バス停。